# Livradois
Le Livradois est une région naturelle française située au centre du Massif central, dans les départements du Puy-de-Dôme et de la Haute-Loire. Elle est composée d'un massif montagneux, les monts du Livradois, et d'une plaine, la plaine du Livradois. Le tout forme un ensemble humain, culturel et économique cohérent et reconnu sans pour autant constituer une entité politique spécifique. Le Livradois fait partie du parc naturel régional Livradois-Forez.

## Toponymie
En auvergnat, le nom de cette région est Liuradés en graphie classique, et Lieuradoé en écriture auvergnate unifiée (cette dernière transcrit la prononciation / phonétique).
Une tradition orale voulait que les eaux d'un ancien lac occupant la plaine du Livradois s'étaient retirées vers le nord, libérant des terres, origine qui aurait été rappelée jusqu'à nous à travers l'expression latine liberatus ab acquis, libéré des eaux « afin d'être livrées à ceux qui les attendaient ». Elle relève plus de la creation littéraire que d'une quelconque réalité. Le mot latin Libratensis (pagus) fut effectivement employé jadis pour désigner le pays de Livradois, mais n'a pas de lien avéré avec liberatus.
Le terme Livradois a par ailleurs désigné des réalités diverses sur le plan administratif dont un archiprêtré ayant son siège à Bertignat et relevant du diocèse de Clermont-Ferrand.

## Géographie

### Situation
Le Livradois décrit en gros un losange allongé nord-sud, avec, au nord-ouest la vallée de l'Allier, au nord-est, la vallée de la Dore, au sud-est, la vallée de l'Arzon et au sud-ouest la vallée de la Senouire.
Les monts du Livradois sont entourés des régions naturelles suivantes :
- à l'ouest, par la Limagne d'Issoire ;
- à l'est, par les monts du Forez ;
- au sud, par le massif du Devès ;
- au nord, par la Montagne bourbonnaise.

### Topographie

#### Monts du Livradois

Situation du Livradois (en vert clair) au sein de l'ancienne région Auvergne.

Le Livradois comprend à l'ouest un massif montagneux et à l'est une plaine. Le massif montagneux est un horst granitique ou métamorphique qui comprend un plateau intérieur et trois versants. Les deux premiers clairement coupés sur la Limagne d'Ambert et sur la Limagne d'Issoire forment le Haut-Livradois, le troisième descendant en pente douce vers la Montagne bourbonnaise constitue le Bas-Livradois.
Le plateau intérieur est lui-même parcouru de vallées profondes comme celle du Doulon, de la Dore ou de la Dolore dans leurs parcours initiaux.
Au nord-est de cette région naturelle, les Bois Noirs sont habituellement rattachés aux monts du Forez, tout comme, au sud-est, la haute vallée de l'Ance.
Les sommets du Livradois (Bois Noirs et Chantelauze) possèdent la caractéristique d'être boisés, pratiquement plats et très difficiles à découvrir si l'on ne bénéficie pas, pour les atteindre, de coordonnées GPS.

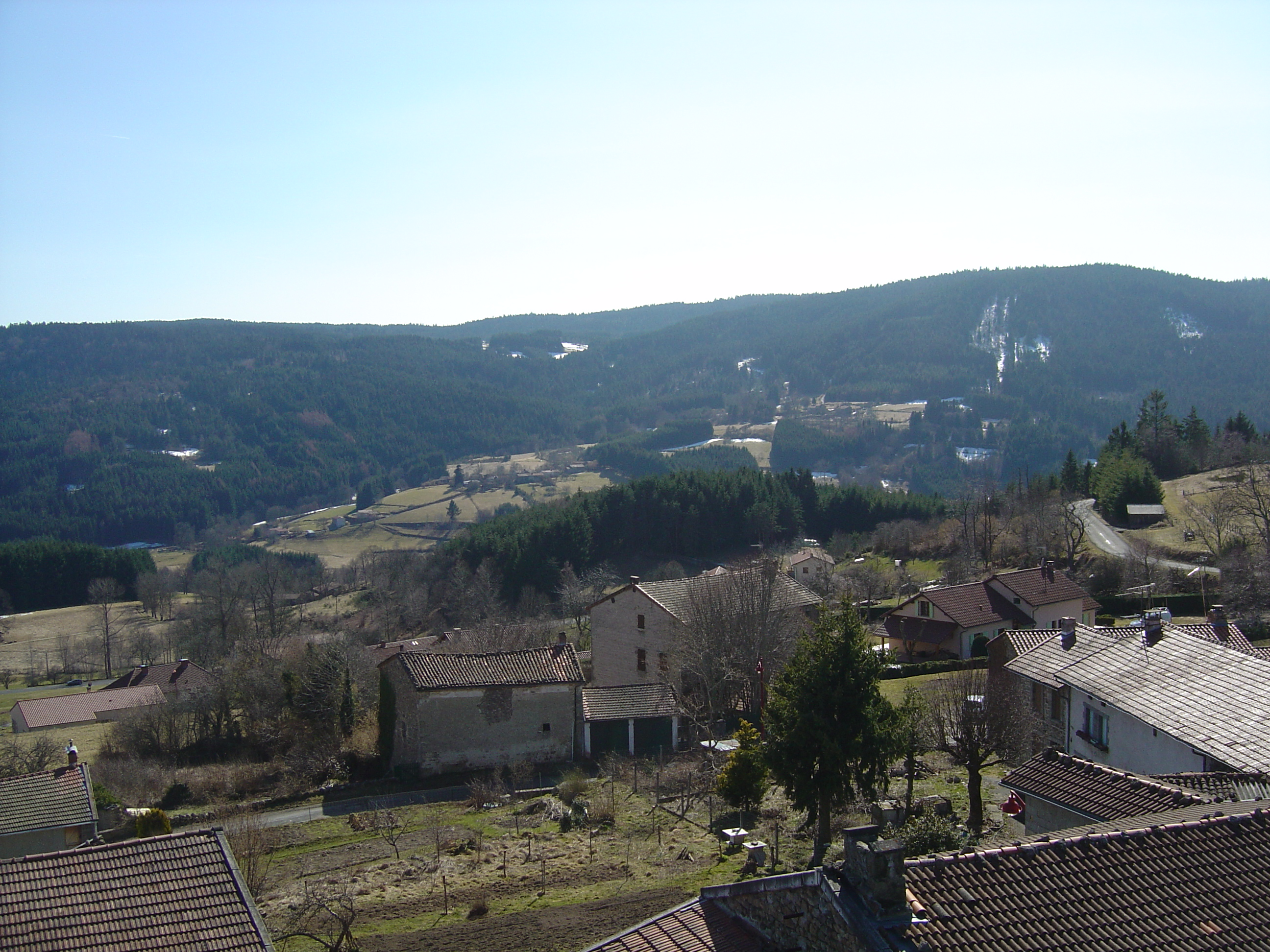
Les Bois Noirs.

| Sommets principaux |
| --- |
| - Bois Noirs (1 215 mètres) - Bois de Chantelauze (1 205 mètres) - Bois de Combeneyre (1 157 mètres) - Suc de Genestoux (1 128 mètres) - Bois de Guérine (1 112 mètres) - Suc du Mouton (1 027 mètres) - Suc de Saint-Diu (1 002 mètres) - Pic de la Garde (781 mètres) |

#### Plaine du Livradois
La plaine est un graben orienté dans le sens nord-sud, organisé autour des deux agglomérations d'Ambert et d'Arlanc, large de 3 ou 4 kilomètres et long de plus de 20 kilomètres. Elle se termine par des gorges profondes dans lesquelles coule la Dore et qui débouchent ensuite sur la plaine de Thiers. Une légende veut qu'un lac marécageux ait existé dans cette vallée depuis le Quaternaire. Elle n'est plus retenue aujourd'hui car il n'y subsiste aucune trace observable de sédiments lacustres.

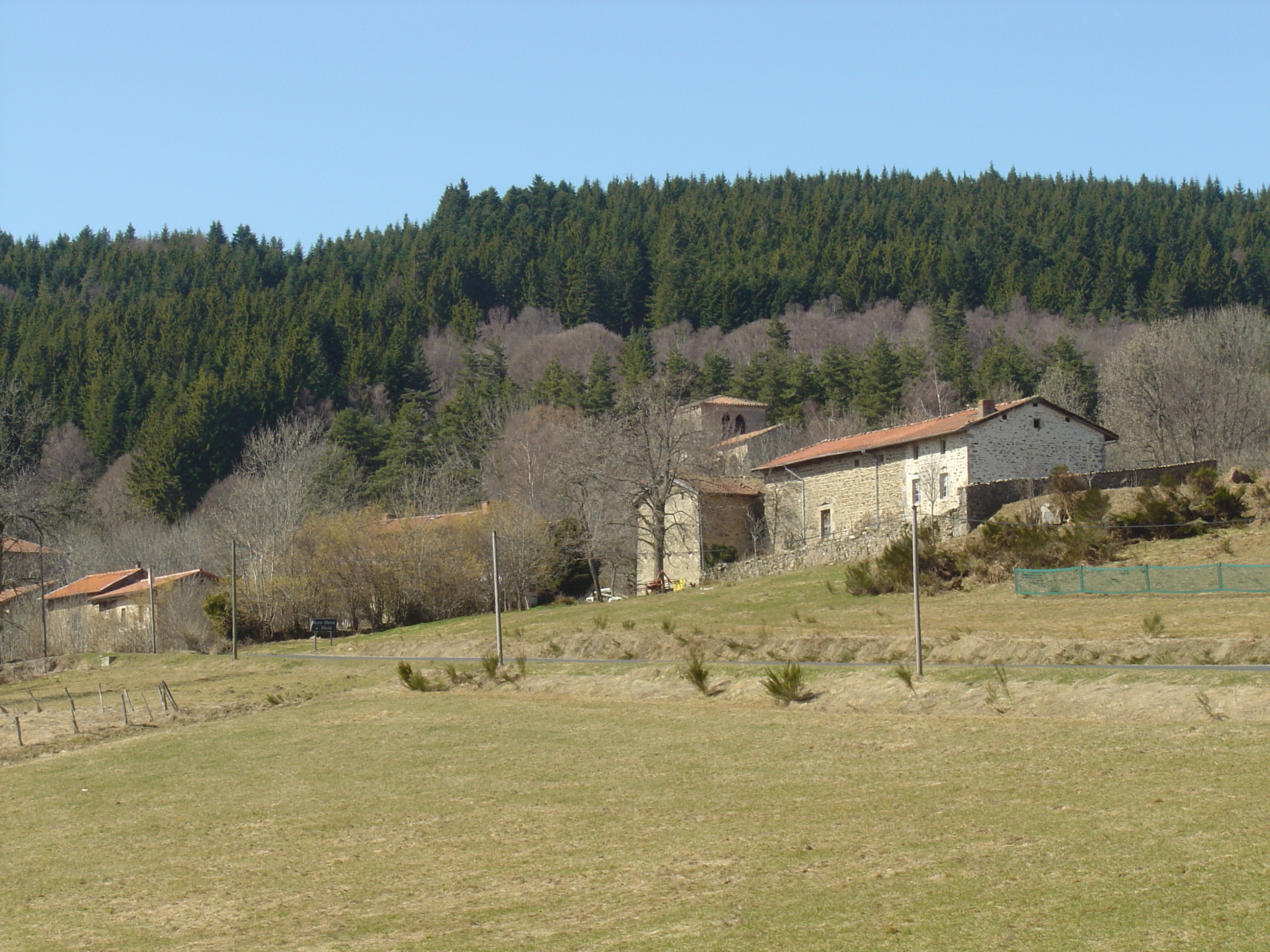
Forêt des Bois-Noirs au niveau du hameau de Notre-Dame de Mons.
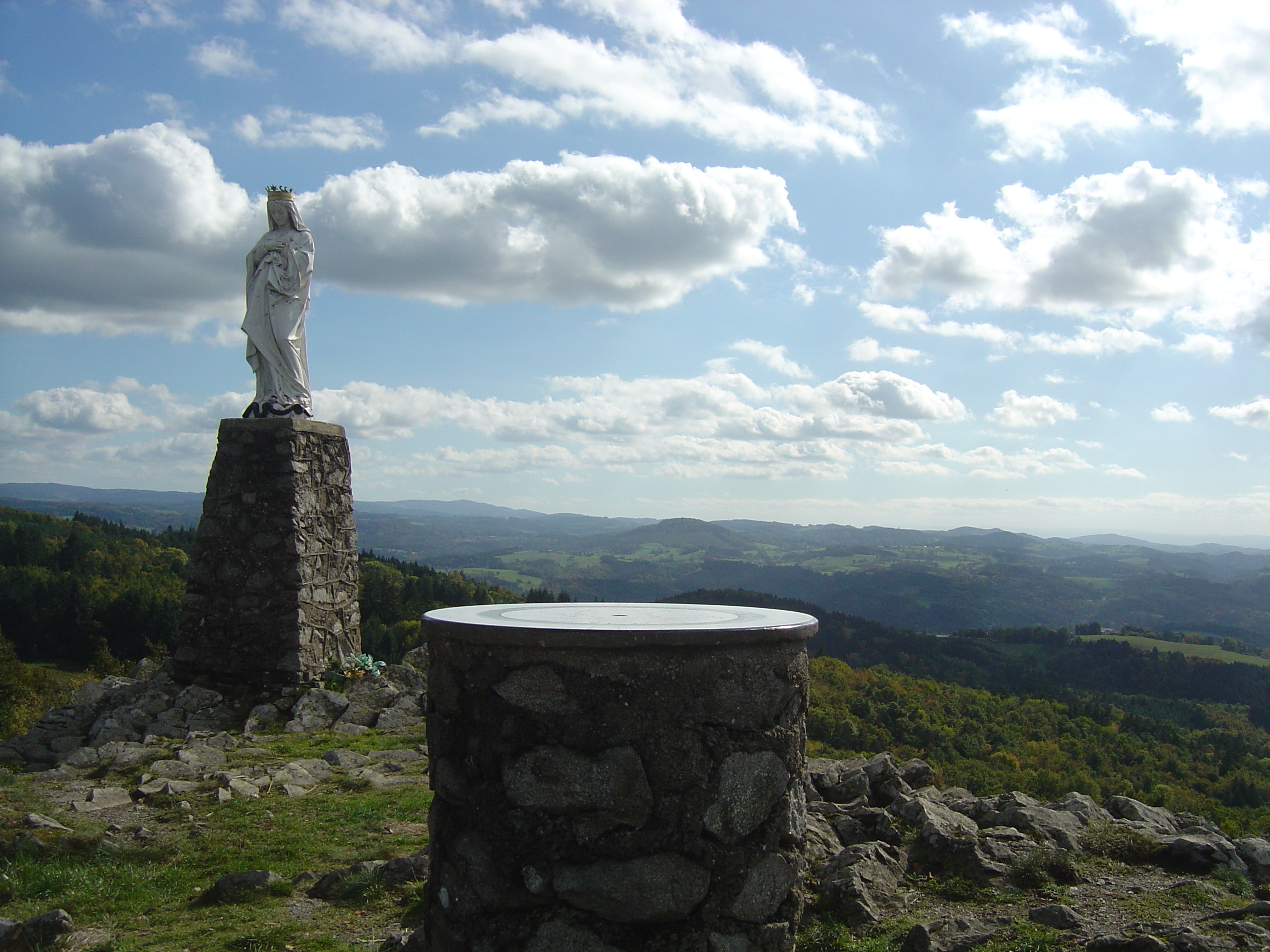
Pic de la Garde.
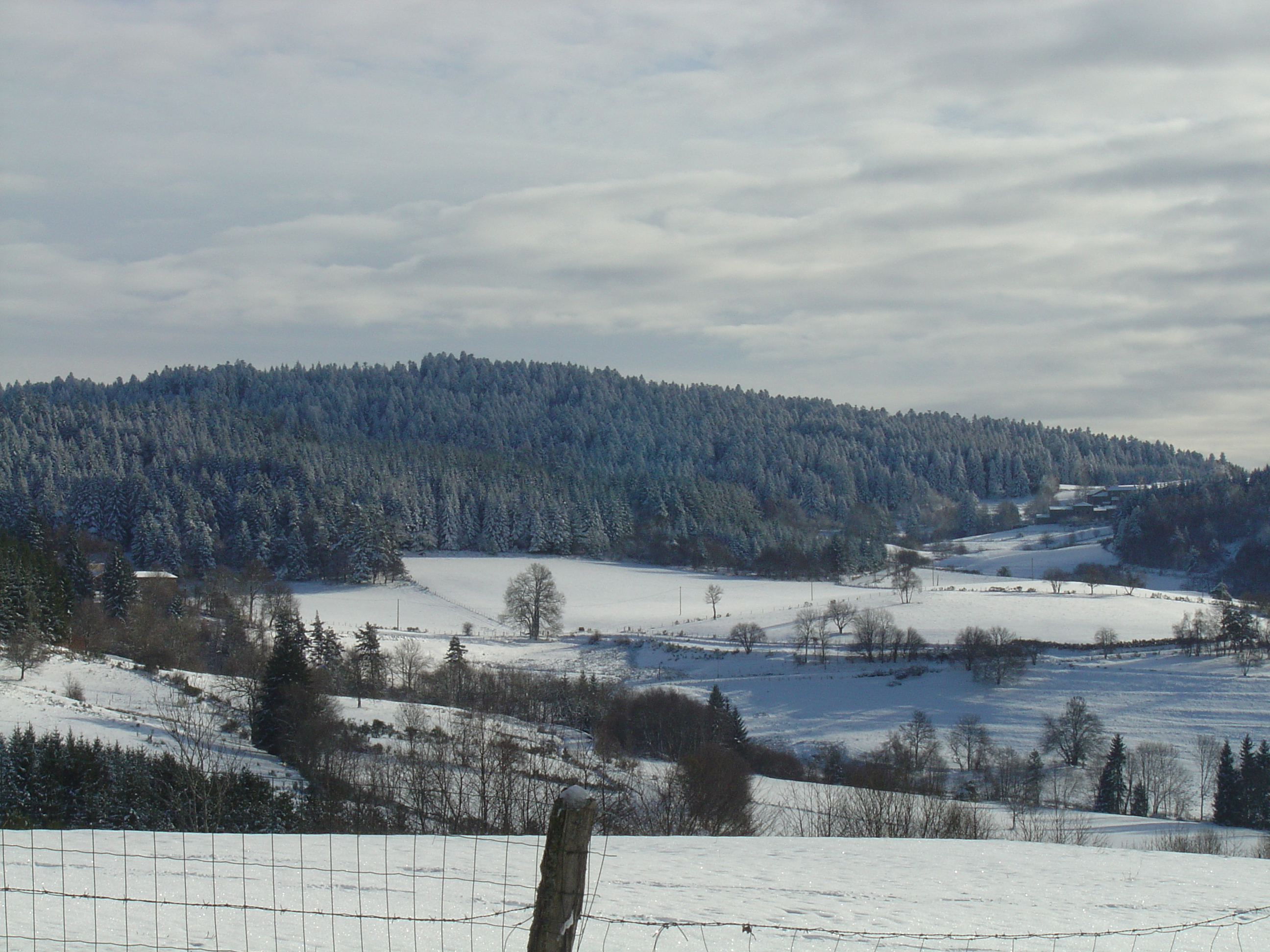
Bois de Guérine.

### Hydrographie
| Affluents directs de l’Allier | La Dore et ses affluents | Affluents de la Loire                               | Lacs, Étangs et Plans d'eau |
| --- | --- | --------------------------------------------------- | --- |
| - La Senouire - Le ruisseau de Lamandie - Le Moullys - Le Mazel - Le Montorgue - Le Doulon - L'Eau Mère - La Sablonnière - La Chaméane - La Valette - L'Ailloux - Le ruisseau des Parcelles - Le Pignols - Le Celet - Le Joron - Le Ranquet - Le Ricochet - Le Litroux - L'Auzon | - La Dore - La Dorette (Saint-Alyre) - La Dorette (Dore-l'Église) - La Dolore - Le Beligeon - Le Riolet - La Faye - Le ruisseau de Minchoux - Le ruisseau des Graves - Le ruisseau de Mende - Le Miodet - Le ruisseau des Martinanches - Le ruisseau du moulin de Layat - Le Lilion - La Malgoutte | - L'Arzon - L'Aiguemorte - La Chamalière - Le Tizou | - Plan d'eau de la Barge (Cunlhat) - Étang de Brugeailles (Marsac-en-Livradois) - Étang de Cartier (Marsac-en-Livradois) - Étang de Chauttes (Ambert) - Étang de la Colombière (Fournols) - Étang d'Estandeuil - Étang de la Fargette (Saint-Germain-l'Herm) - Étang de Fayet-le-Château - Lac de Malaguet (Monlet) - Étang de Marchaud (Saint-Bonnet-le-Bourg) - Étang des Maures (Isserteaux) - Étang du Moulin de Soulhac (Bellevue-la-Montagne) - Étang du Pin (Saint-Bonnet-le-Bourg) - Étang de Riol (Marsac-en-Livradois) - Étang de Saint-Flour-l'Étang - Étang de Vacheresse (Félines) - Plan d'eau du Vernet-la-Varenne |

### Géologie
Le Livradois est un massif ancien de l'époque hercynienne composé de roches granitiques et granulites au nord et de gneiss et micaschistes au sud.

## Démographie et économie
À l'époque royale, le Livradois était la région la plus densément peuplée de France à égalité avec les Flandres[réf. nécessaire]. En moyenne montagne, il y avait parfois plus de foyers habités vers 1350, juste avant la peste noire, qu'en 1850, à l'époque reine pour les zones rurales. À ce sujet, il est particulièrement intéressant de relire les études menées par Lucien Gachon, écrivain et géographe du siècle dernier, originaire du Livradois, plus exactement de la commune de La Chapelle-Agnon. Le groupe de recherches archéologiques et historiques du Livradois-Forez (GRAHLF) a repris et complété récemment ces études. Aujourd'hui la densité est redescendue jusqu'à 3 ou 5 habitants au km2, par exemple sur la commune de Varennes-Saint-Honorat, notamment lorsque le relief s'accentue. Ambert et le bassin de la Dore souffrent enfin d'un réel phénomène d'enclavement, non seulement lié à la géographie physique (étant coincé entre les monts du Livradois et ceux du Forez) mais aussi culturelle, du fait notamment du changement de région au-delà du Forez. Cet enclavement se comprend d'autant moins que le centre de Lyon n'est qu'à quelques dizaines de kilomètres, à vol d'oiseau, du Livradois. L'impact économique de l'ancienne région Rhône-Alpes ne s'y ressentait pratiquement pas, ce qui n'était pas le cas à l'époque du papier, d'après les écrits du XVIIIe siècle.

## Histoire
Le Livradois s'est illustré pour avoir fourni quantité de scieurs de long. Dans le Livradois au climat continental, aux terres granitiques recouvertes par endroits de lave, la faiblesse des ressources agricoles dans les villages de moyenne montagne obligeait en effet les journaliers et les petits paysans, scieurs de long de profession, à chercher ailleurs des compléments, dans l’émigration. La rudesse du climat, la terre gelée pendant de longs mois les conduisaient à l’inactivité et encourageaient encore les départs.

## Parc naturel régional
Les monts du Livradois font partie du parc naturel régional Livradois-Forez. En effet, dès les années 1960, l'idée a germé de créer un parc national sur le modèle du parc national des Cévennes. Afin qu'il puisse atteindre une taille suffisante, il fut suggéré d'associer les monts du Livradois à ceux du Forez. Le parc fut officiellement créé en 1986 ; il regroupe 162 communes.